# È questione d'amore
È questione d'amore è il sesto album in studio del gruppo musicale italiano Dik Dik, pubblicato e distribuito dall'etichetta discografica Durium nel 1985 e registrato a Milano negli studi Green Record, Villaggio e Regson.
L'album è prodotto e arrangiato da Simonluca, nome d'arte di Alberto Simonluca Favata, che è anche autore ed esecutore di alcune delle canzoni. I missaggi sono di Paolo Bocchi.
I coristi sono: Naimy Hackett, Lella Esposito, Linda, Paola Orlandi, Lalla Francia, Marina Balestrieri, Erika Papa, Vincenzo Draghi, Gabriele Balducci, Moreno Ferrara, Silvano Fossati. In questo disco, Giancarlo Sbriziolo firma i brani con lo pseudonimo di Sbrigo.

## Tracce

### LP (1985, Durium, MS AI 77454)
Lato A
1. È questione d'amore – 4:13 (Simonluca)
2. Primo round – 5:41 (Simonluca, Sbrigo, Pietruccio Montalbetti, Erminio Salvaderi)
3. Gente strana – 3:27 (Simonluca)
4. Per qualcosa in più – 4:46 (Sbrigo, Pietruccio Montalbetti, Erminio Salvaderi)

Durata totale: 18:07
Lato B
1. Auguri – 4:18 (Simonluca)
2. Un giorno d'amore – 3:47 (Mick Jones, Sbrigo, Flavio Carraresi)
3. Ai bambini fa male – 3:30 (Simonluca)
4. Più per me – 4:20 (Simonluca)
5. Come un lampo – 3:00 (Eric Carmen, Sbrigo, Dean Pitchford)

Durata totale: 18:55
La canzone Un giorno d'amore è la cover del brano I Want to Know What Love Is registrata nel 1984 dai Foreigner.

## Formazione

### Gruppo
- Giancarlo Sbriziolo (Sbrigo) – voce
- Pietruccio Montalbetti – chitarra, voce
- Erminio Salvaderi – chitarra ritmica, voce

### Altri musicisti
- Naimy Hackett, Lella Esposito, Linda – cori (brani: Come un lampo e Per qualcosa in più)
- Paola Orlandi, Lalla Francia, Marina Balestrieri, Erika Papa, Vincenzo Draghi, Gabriele Balducci, Moreno Ferrara, Silvano Fossati – cori (brano: Un giorno d'amore)

### Produzione
- Simonluca – produzione
- Registrazioni effettuate al Green Record, Villaggio e Regson
- Paolo Bocchi – mix
- Marco Giannella – transfert
- Si ringraziano: Pier Salvaderi, Davide Benetti, Walter Shebran, Andy Surdi, Gigi Cappellotto, William Marino, Ninni Carucci, Marinella[1]